# Rhode Island Avenue

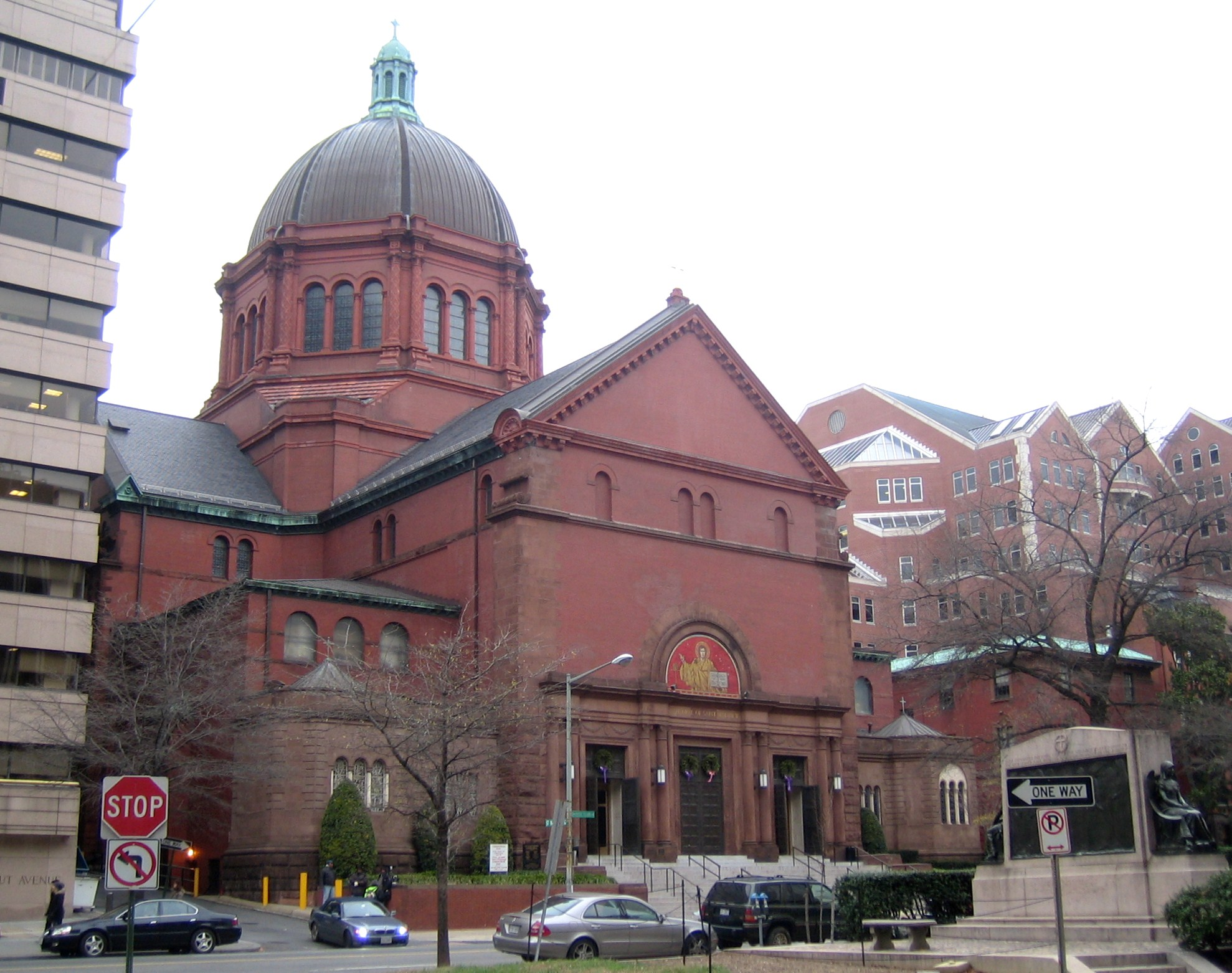
De Kathedraal van Sint-Matteüs de Apostel aan Rhode Island Avenue

Rhode Island Avenue is een van de diagonale hoofdstraten in de Amerikaanse hoofdstad Washington D.C. De straat begint in het centrum van Washington D.C. en loopt in noordoostelijke richting naar Prince George's County in Maryland. Rhode Island Avenue loopt parallel aan de zuidelijkere New York Avenue en is een van de oorspronkelijke straten in Pierre Charles L'Enfants plan voor de hoofdstad.
Het westelijke uiteinde van Rhode Island Avenue is in het centrum van Washington, op een kruispunt met Connecticut Avenue en M Street, NW. Net ten oosten van dat kruispunt staat de Kathedraal van Sint-Matteüs de Apostel aan Rhode Island Avenue. Ten oosten van de kathedraal, op Scott Circle, kruist Rhode Island Avenue Massachusetts Avenue en 16th Street, NW. Van Scott Circle loopt Rhode Island Avenue oostwaarts naar de Logan Circle-wijk. Op de rotonde met dezelfde naam kruist Rhode Island Avenue Vermont Avenue, 13th Street, en P Street, NW.
Ten oosten van Logan Circle loopt Rhode Island Avenue door de woonwijken Bloomingdale, Shaw en Brentwood. Rhode Island Avenue maakt deel uit van de U.S. Route 29 tussen 7th en 11th Street, NW, en van U.S. Route 1 ten oosten van 6th Street, NW.
Aan de straat liggen twee metrostations: Shaw-Howard University en Rhode Island Ave-Brentwood.
Ten noordoosten van Washington gaat Rhode Island Avenue verder als weg in Maryland. De weg loopt door Mount Rainier, Brentwood, en North Brentwood. In het centrum van Hyattsville gaat de weg over in Baltimore Avenue.